# Kościół św. Józefa Robotnika w Sochaczewie
Kościół świętego Józefa Robotnika w Sochaczewie – rzymskokatolicki kościół parafialny należący do parafii pod tym samym wezwaniem (dekanat Sochaczew – św. Wawrzyńca diecezji łowickiej). Znajduje się w Sochaczewskiej dzielnicy Chodaków, przy ulicy Fryderyka Chopina.
Świątynia została przebudowana ze starego, przedwojennego młyna. W 1957 roku młyn został zakupiony i rozpoczęto jego prace adaptacyjne. Nad całością prac czuwał architekt Stanisław Marzyński, znany m.in. z budowy przedwojennego kościoła św. Klemensa Hofbauera w Warszawie przy ulicy Karolkowej. Już w wigilię Bożego Narodzenia 1958 roku została odprawiona w nowej kaplicy pierwsza msza święta. Kiedy powstał zamysł budowy kościoła, ówczesny proboszcz ks. Bronisław Stawicki razem z parafianami wybrał na patrona św. Józefa Robotnika. Wybudowana świątynia została konsekrowana w dniu 22 maja 1962 roku przez Sługę Bożego arcybiskupa metropolitę gnieźnieńsko-warszawskiego kardynała Stefana Wyszyńskiego, prymasa Polski, natomiast parafia została erygowana na Boże Narodzenie 1975 roku (wcześniej świątynia była kościołem filialnym parafii w Trojanowie).
Wraz z upływem lat Chodaków rozrastał się, przybywało wiernych i świątynia okazała się zbyt mała. W związku z tym w 1980 roku powstał pomysł, aby świątynię powiększyć. Dzięki staraniom proboszcza i parafian w dniu 22 lipca 1982 roku władze państwowe wydały odpowiednie zezwolenia. Już 30 sierpnia tego samego roku proboszcz, ksiądz Jan Kaczmarczyk, wmurował pierwszą cegłę rozbudowywanego kościoła. Zaangażowanie ludzi dobrej woli i ich ofiarność sprawiły, że prace budowlane posuwały się bardzo szybko. Autorem projektu obecnej świątyni był Adolf Szczepiński, były dziekan Akademii Sztuk Pięknych w Warszawie, natomiast wystrój wnętrza został zaprojektowany przez Tadeusza Świerczka. Kamień węgielny został wmurowany w 1983 roku przez biskupa pomocniczego warszawskiego Jerzego Modzelewskiego, natomiast w dniu 15 maja 1986 roku kościół został poświęcony przez arcybiskupa metropolitę gnieźnieńsko-warszawskiego kard. Józefa Glempa, prymasa Polski. Świątynia została konsekrowana przez biskupa łowickiego Andrzeja Dziubę w dniu 8 grudnia 2007 roku.
Kościół jest dwupoziomowy. W dolnej części znajduje się dodatkowo pięć sal katechetycznych, natomiast w górnej są umieszczone: zakrystie, przedsionki, nowy i stary chór oraz dwie kaplice – św. Józefa i Matki Bożej Fatimskiej. W ołtarzu głównym znajduje się miejsce przechowania Najświętszego Sakramentu. Świątynia posiada pięć ołtarzy bocznych: św. Józefa Robotnika, Najświętszego Serca Pana Jezusa, Matki Bożej Częstochowskiej, św. Maksymiliana Kolbego i Jezusa Miłosiernego.